# Talbrücke Frauenwald

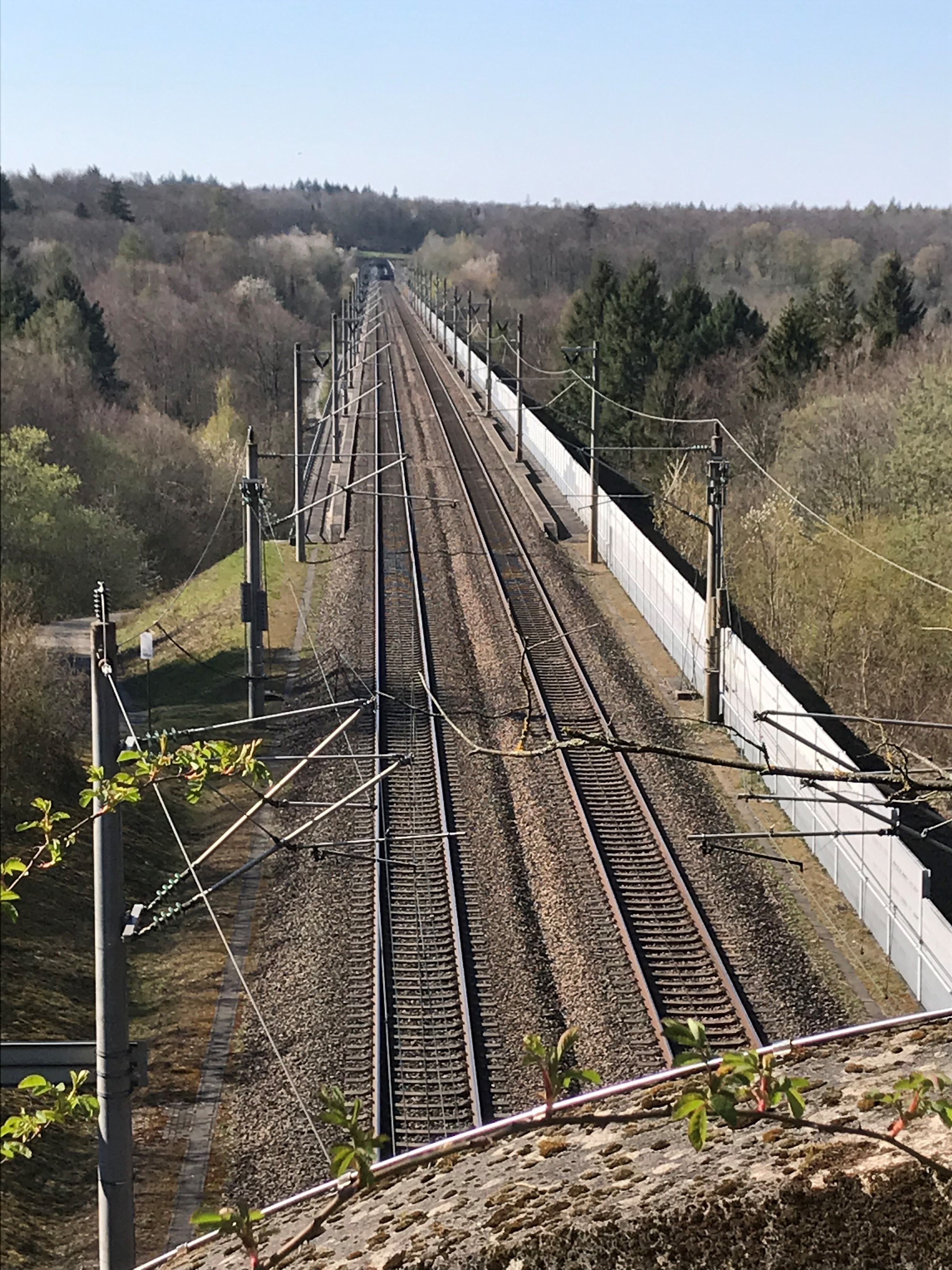
Blick oberhalb vom Nord-West-Portal des Simonsweingartentunnels auf die Talbrücke Frauenwald

Die Talbrücke Frauenwald ist eine 704 m lange Eisenbahnbrücke der Schnellfahrstrecke Mannheim–Stuttgart südwestlich des Ortsteils Oberacker der baden-württembergischen Stadt Kraichtal.

## Verlauf
Die zwischen den Streckenkilometern 52,170 und 52,872 liegende Brücke durchquert eine Waldsenke im Kraichgauer Hügelland. Die Trasse verläuft auf dem Bauwerk gerade, die Gradiente steigt Richtung Stuttgart mit 6,0575 Promille gleichmäßig an.

## Geschichte

### Planung
Bereits nach dem Planungsstand der Neubaustrecke von 1973 war bei Oberacker eine Talbrücke vorgesehen. Sie war mit einer Länge von etwa 600 m und einer Höhe von rund 30 m geplant.
Am 22. Juni 1978 fand der Erörterungstermin in Oberacker statt.

### Bau
Die Bauarbeiten begannen mit dem Erdaushub im Februar 1984. Zur Gründung musste der wenig tragfähige Boden unter fast allen Pfeilern ausgetauscht werden. Im gleichen Jahr folgten Dammvorschüttungen, Bodenaustausch und die Gründung der ersten Pfeiler. Der letzte Überbau wurde im Dezember 1985 fertiggestellt. Je zwei Abschnitte wurden in einem dreiwöchigen Takt betoniert und vorgeschoben.
Das Bauwerk wurde 1986 fertiggestellt. Die Baukosten lagen bei rund 21 Mio. D-Mark (rund 11 Millionen Euro).

## Technik
Die Konzeption des Bauwerks folgt der Rahmenplanung der Deutschen Bundesbahn für Talbrücken, die von der Projektgruppe NBS der Bundesbahndirektion Karlsruhe aufgestellt worden war.
Die gen Oberacker zeigende Seite erhielt als Schallschutzmaßnahme eine zwei Meter hohe Brüstung.

### Unterbau
Die 15 Pfeiler der Brücke weisen einen Feldabstand von 44 m auf. Die lichte Höhe über dem Talgrund liegt bei bis zu 31,0 m. Die Pfeiler wurden in Schüssen von 4,0 m hochgezogen.

### Überbau
Der Spannbeton-Überbau ist als mehrteiliges Einfeldträgersystem konzipiert. Der Überbau misst 4,82 m Höhe, bei einer Breite von 14,30 m.